# Gennadij Korban
Gennadij Vladimirovitj Korban (ryska:  Геннадий Владимирович Корбан), född den 9 februari 1949 i Saratov, Ryssland, är en sovjetisk brottare som tog OS-guld i mellanviktsbrottning i den grekisk-romerska klassen 1980 i Moskva.